# Kolarstwo na Letnich Igrzyskach Olimpijskich 1908 – wyścig na 100 km mężczyzn
Wyścig na 100 km mężczyzn był jedną z konkurencji kolarskich na Letnich Igrzyskach Olimpijskich 1908 w Londynie odbyła się w dniach 15-18 lipca 1908. Uczestniczyło 45 zawodników z 11 krajów.
Limit czasu wynosił 3 godziny 15 minut.

## Wyniki

### Półfinały
Sześciu najszybszych zawodników z każdego półfinału awansowało do finału.

#### Półfinał 1
| Miejsce | Zawodnik                    | Państwo              | Czas      |
| ------- | --------------------------- | -------------------- | --------- |
| 1       | Andrew Hansson              | Szwecja              | 2:50:21,4 |
| 2       | Georges Lutz                | Francja              | b.d       |
| 3       | Sydney Bailey               | Wielka Brytania      | b.d       |
| 4       | Paul Texier                 | Francja              | b.d       |
| 5       | Jack Bishop                 | Wielka Brytania      | b.d       |
| 6       | David Robertson             | Wielka Brytania      | b.d       |
| 7-14    | William Anderson            | Kanada               | b.d       |
| 7-14    | Alwin Boldt                 | Cesarstwo Niemieckie | b.d       |
| 7-14    | François Bonnet             | Francja              | b.d       |
| 7-14    | Georgius Damen              | Holandia             | b.d       |
| 7-14    | Gerard Bosch van Drakestein | Holandia             | b.d       |
| 7-14    | André Lepère                | Francja              | b.d       |
| 7-14    | Harry Mussen                | Wielka Brytania      | b.d       |
| 7-14    | John Norman                 | Wielka Brytania      | b.d       |
| –       | Richard Katzer              | Cesarstwo Niemieckie | DNF       |
| –       | Frederick McCarthy          | Kanada               | DNF       |
| –       | Ioannis Santorinaios        | Grecja               | DNF       |

#### Półfinał 2
| Miejsce | Zawodnik              | Państwo              | Czas      |
| ------- | --------------------- | -------------------- | --------- |
| 1       | Leon Meredith         | Wielka Brytania      | 2:43:15,4 |
| 2       | Charles Bartlett      | Wielka Brytania      | b.d       |
| 3       | Gustaf Westerberg     | Szwecja              | b.d       |
| 4       | Octave Lapize         | Francja              | b.d       |
| 5       | Walter Andrews        | Kanada               | b.d       |
| 6       | William Pett          | Wielka Brytania      | b.d       |
| 7-9     | Guillaume Coeckelberg | Belgia               | b.d       |
| 7-9     | Charles Denny         | Wielka Brytania      | b.d       |
| 7-9     | Harry Young           | Kanada               | b.d       |
| –       | Cesare Zanzottera     | Włochy               | DNF       |
| –       | Charles Avrillon      | Francja              | DNF       |
| –       | Henri Cunault         | Francja              | DNF       |
| –       | Bruno Götze           | Cesarstwo Niemieckie | DNF       |
| –       | Pierre Hostein        | Francja              | DNF       |
| –       | Robert Jolly          | Wielka Brytania      | DNF       |
| –       | Jean Madelaine        | Francja              | DNF       |
| –       | Guglielmo Malatesta   | Włochy               | DNF       |
| –       | Hermann Martens       | Cesarstwo Niemieckie | DNF       |
| –       | William Morton        | Kanada               | DNF       |
| –       | Dorus Nijland         | Holandia             | DNF       |
| –       | David Noon            | Wielka Brytania      | DNF       |
| –       | Battista Parini       | Włochy               | DNF       |
| –       | Thomas Passmore       | Kolonia Przylądkowa  | DNF       |
| –       | Paul Schulze          | Cesarstwo Niemieckie | DNF       |
| –       | Max Triebsch          | Cesarstwo Niemieckie | DNF       |
| –       | Louis Weintz          | Stany Zjednoczone    | DNF       |

### Finał
| Miejsce | Zawodnik              | Państwo         | Czas      |
| ------- | --------------------- | --------------- | --------- |
| 1       | Charles Bartlett      | Wielka Brytania | 2:41:48,6 |
| 2       | Charles Denny         | Wielka Brytania | b.d       |
| 3       | Octave Lapize         | Francja         | b.d       |
| 4       | William Pett          | Wielka Brytania | b.d       |
| 5       | Paul Texier           | Francja         | b.d       |
| 6       | Walter Andrews        | Kanada          | b.d       |
| 7       | David Robertson       | Wielka Brytania | b.d       |
| 8       | Sydney Bailey         | Wielka Brytania | b.d       |
| –       | Jack Bishop           | Wielka Brytania | DNF       |
| –       | François Bonnet       | Francja         | DNF       |
| –       | Guillaume Coeckelberg | Belgia          | DNF       |
| –       | Andrew Hansson        | Szwecja         | DNF       |
| –       | Georges Lutz          | Francja         | DNF       |
| –       | Leon Meredith         | Wielka Brytania | DNF       |
| –       | Harry Mussen          | Wielka Brytania | DNF       |
| –       | Gustaf Westerberg     | Szwecja         | DNF       |
| –       | Harry Young           | Kanada          | DNF       |